# 婚前交渉
婚前交渉（こんぜんこうしょう）とは、未婚のカップルが性行為をすること。

## 概要
現代日本では、婚前交渉であるか否かによって、性行為自体に対して適用される法律が変わるということはない。
また、妊娠の原因が婚前交渉であるか否かによって、妊娠に対する法律的責任ないし社会的責任が変化するということもない。
ただし、出産時に結婚していなかった場合は、非嫡出子として、出産した子に対する民法上の適用が大きく異なる。
日本では婚前交渉を経て、女性が出産を選択した場合、両者はできちゃった結婚をする風潮が残っているまた、実際にほとんどの出産を選択したカップルが結婚している。
欧米では婚前交渉によって妊娠した場合、民事連帯契約（パクス婚）などの事実婚として出産する場合も多い。
現在でもイスラム教国の中には古典イスラーム法（シャリーア）の理念にのっとり婚前交渉を禁止している国がある。また、イスラム教地域以外の一部の地域でも、婚前交渉を行った女性や、行ったと疑われた女性（強姦被害者を含む）が名誉の殺人の対象となることがある。しかし、イスラーム教国すべてが婚前交渉を禁止しているわけではなく、現代においては国家・地域による差が大きい。

## 歴史

### キリスト教
モーセの十戒は姦淫してはならないと命じ、姦淫は禁じられている。申命記22章の司法律法（刑法）は処女で無い女性を死刑にするよう命じている。
カトリック教会は婚前交渉を禁じている。また、福音派の教会は婚前交渉が姦淫の罪であるという理由により、婚前交渉が禁じられる。福音派の高校生伝道団体である高校生聖書伝道協会は、結婚が祝福されるためには婚前交渉をしてはならず、聖書が「セックスしたら結婚せよ」と命じていることに注意するようにと述べている。また、ジェームス・ドブソンはアメリカの性革命について、人類学者J.D.アンウィンの「性的に堕落した社会は、みなすぐに滅んだ」とする記述を引用している。
ジャン・カルヴァンは『キリスト教綱要』第2篇8章の十戒「あなたは姦淫してはならない」の解説で、「結婚による以外には男性と女性がいっしょになることは、神の呪いなしにはすまされない。」「神の呪詛を受けずには、結婚以外に男女の結合し得ざることを我々は聞くからである。 」と述べ、結婚が「不貞潔と対抗する唯一の救済手段である」と教えている。